# Австралийски тъпомуцунест делфин
Австралийският тъпомуцунест делфин (Orcaella heinsohni) е делфин, който се среща край северните брегове на Австралия. Той много прилича на иравадийския делфин (от същия род, Orcaella) и не е описан като отделен вид до 2005 г.
Австралийският тъпомуцунест делфен има три цвята на кожата си, докато иравадийският делфин има само два. Черепът и перките също показват малки разлики между двата вида.

## Таксономия
Видовото име heinsohni е избрано в чест на Джордж Хайнсън, австралийски биолог, който е работил в университета „Джеймс Кук“, „за неговата пионерска работа върху зъбатите китове в североизточна Австралия, включително събирането и първоначалния анализ на екземпляри от Orcaella heinsohni, които формират основата за голяма част от познанията ни за новите видове“.
Нови видове едри бозайници са доста рядко описвани в днешно време, а тези, които са описани в ново време, обикновено са от отдалечени райони – като саола – или по друга причина се срещат рядко – като лопатовиднозъбия кит, който е известен само от два пълни екземпляра и няколко кости, изхвърлени на брега. Австралийският тъпомуцунест вид е първият нов вид делфин, описан от 56 години, но е последван през 2011 г. от откриването и описанието на бурунана (T. australis), също от австралийския континент. Австралийският тъпомуцунест делфин е необичаен сред наскоро описаните бозайници с това, че популацията е достъпна за научно изследване.
Независимо от това, съществуването на тези делфини във водите на Северна Австралия е станало известно едва през 1948 г., когато е открит череп в залива Мелвил (полуостров Гоув, Северна територия). Този екземпляр очевидно е бил уловен и изяден от аборигени. Въпреки това, откритието остава незабелязано, докато не е обсъдено от Джонсън (1964), и скоро след това един холандски капитан публикува своите наблюдения върху непризнатия тогава вид. Общото наименование „тъпомуцунест делфин“ е предложено през 1981 г. и подчертава диагностична външна характеристика и преди това е било използвано в полеви ръководства за идентификация.
Двама учени, Изабел Бийзли от университета „Джеймс Кук“ и Питър Арнолд от Музея на тропическия Куинсланд, вземат ДНК проби от популацията на делфини край бреговете на Таунсвил, Куинсланд, и ги изпращат в Югозападния научен рибоволен център към Националната агенция на океанските и атмосферни изследвания в Ла Хоя, Калифорния. Резултатите показват, че Джордж Хайнсън е бил прав в хипотезата си, че популацията на Таунсвил е нов вид.
Холотипът QM JM4721 (JUCU MM61) е черепът и някои други кости на възрастен екземпляр, намерен удавен в мрежа за акули в Куинсланд, на 21 април 1972 г. Той е бил на около 11 години по време на смъртта си.